# Myrmothera
Myrmothera  es un género de aves paseriformes perteneciente a la familia Grallariidae, anteriormente incluido en Formicariidae, que agrupa a especies nativas de la América tropical (Neotrópico), cuyas áreas de distribución se encuentran desde el este de Honduras, por América Central y del Sur, hasta el este de Perú, noroeste de Bolivia y la Amazonia brasileña. A sus miembros se les conoce por el nombre común de tororoíes o chululúes.

## Etimología
El nombre genérico femenino «Myrmothera» se compone de las palabras del griego «murmos» que significa ‘hormiga’, y «thēras» que significa ‘cazador’.

## Características
Las especies de este género son gralláridos de color parduzco opaco, midiendo entre 14,5 y 16 cm de longitud, que se parecen a las del género Grallaria, pero que tienen picos más esbeltos. Como todos los otros tororoíes, son mucho más oídos que vistos. Habitan en selvas húmedas.

## Taxonomía
Con la exclusión del género Pittasoma de Formicariidae, y su inclusión en Conopophagidae, el presente género, junto a Grallaricula, Grallaria e Hylopezus conforma un clado monofilético bien definido idéntico a la subfamilia Grallarinae anteriormente incluida en Formicariidae. Este clado puede ser dividido en dos linajes bien característicos, el numeroso y complejo Grallaria y las especies de menor tamaño de los otros tres géneros.
La especie M. subcanescens era considerada conespecífica con la ampliamente diseminada M. campanisona hasta recientemente (2018). Autores ya sugerían que posiblemente se tratase de una especie separada debido a la vocalización diferente de las otras subespecies y a pesar de las diferencias de plumaje estar muy pobremente definidas. Carneiro et al. (2018) condujeron un análisis filogenético de los tororoíes de tierras bajas (Hylopezus y Myrmothera), donde se obtuvieron una cantidad interesante de resultados afectando la nomenclatura de estos dos géneros. Entre ellos, se demostró la parafilia del complejo Myrmothera campanisona y se justificó la separación de la entonces subespecie M. campanisona subcanescens. La separación fue aprobada por el Comité de Clasificación de Sudamérica (SACC) en la Propuesta no 785.
Un amplio estudio de filogenia molecular de Carneiro et al. (2019) de los tororoíes de los géneros Hylopezus y Myrmothera indicó que Hylopezus, como era definido, era parafilético con respecto a Myrmothera y a Grallaricula. Específicamente, Hylopezus dives, H. fulviventris e H. berlepschi, y las especies colocadas en Myrmothera forman un clado bien soportado, que es hermano de otro clado formado por todas las especies remanentes de Hylopezus con excepción de Hylopezus nattereri. Esta especie es hermana de un clado que agrupa a Myrmothera, Hylopezus y Grallaricula, representando el linaje más divergente del complejo. Esta divergencia molecular es respaldada por las diferentes características morfológicas y de vocalización que ya eran conocidas. Se propuso la transferencia de H. fulviventris, H. dives y H. berlepschi para el presente género, lo que fue aprobado en la Propuesta no 832 parte B al SACC.
El Congreso Ornitológico Internacional (IOC) y Birdlife International (BLI) todavía no han adoptado este cambio taxonómico.

## Lista de especies
Según la clasificación Clements Checklist/eBird, el género agrupa a las siguientes especies con el respectivo nombre popular de acuerdo con la Sociedad Española de Ornitología (SEO):
| Imagen | Nombre científico       | Autor                   | Nombre común                     | Estado de conservación | Distribución |
| ------ | ----------------------- | ----------------------- | -------------------------------- | ---------------------- | ------------ |
|        | Myrmothera berlepschi   | (Hellmayr, 1903)        | tororoí amazónico                | LC                     |              |
|        | Myrmothera campanisona  | (Hermann, 1783)         | tororoí campanero                | LC                     |              |
|        | Myrmothera dives        | (Salvin, 1865)          | tororoí ventricanela colombiano  | LC                     |              |
|        | Myrmothera fulviventris | (P.L. Sclater, 1858)    | tororoí ventricanela ecuatoriano | LC                     |              |
|        | Myrmothera simplex      | (Salvin & Godman, 1884) | tororoí flautista                | LC                     |              |
|        | Myrmothera subcanescens | Todd, 1927              | tororoí del Tapajós              | LC                     |              |